# Christian Chagnon
Christian Chagnon, kanadski rokometaš, * 20. februar 1956, Vaudreuil-Dorion, Quebec, † 9. december 2021.
Leta 1976 je na poletnih olimpijskih igrah v Montrealu v sestavi kanadske rokometne reprezentance osvojil 11. mesto.